# Mainz-Laubenheim
Laubenheim ist ein Ortsbezirk der rheinland-pfälzischen Landeshauptstadt Mainz.
Wie viele andere Mainzer Ortsbezirke geht die Gründung von Laubenheim auf die Zeit der Franken zurück. 773 wird Laubenheim im Codex Eberhardi zum ersten Mal noch in einer älteren Namensform als Nubenheim erwähnt. Nach fast 1200-jähriger Unabhängigkeit wurde der Ort 1969 mit fünf weiteren Vororten nach Mainz eingemeindet.
Laubenheim gehört mit Hechtsheim und Ebersheim zu den südlicheren Ortsbezirken und zu den drei noch weinbautreibenden Ortsbezirken von Mainz.

## Nachbarstadtteile und -gemeinden
Folgende Gemeinden bzw. Mainzer Stadtteile grenzen im Uhrzeigersinn an Laubenheim:
im Norden Mainz-Weisenau, im Osten über dem Rhein Ginsheim-Gustavsburg, im Süden Bodenheim und im Westen Mainz-Hechtsheim.

## Geschichte
Die archäologisch fassbare Geschichte von Laubenheim beginnt mit Einzelfunden aus der jüngeren und späten Jungsteinzeit, die
entweder im Laubenheimer Grund oder direkt im Rhein gemacht wurden. In den südlich von Laubenheim gelegenen Karpfenwiesen wurde in den 70er Jahren des 19. Jahrhunderts der Menhir von Mainz-Laubenheim aus dieser Zeit entdeckt. Aus der Späten Bronzezeit (Urnenfelderzeit, ca. 1200 bis 750 v. Chr.) ist erstmals eine Siedlungsstelle auf dem Abbaugebiet der Portlandwerke nachgewiesen. In der so genannten Älteren Eisen- oder Hallstattzeit, als es im gesamten heutigen Stadtgebiet von Mainz zu intensiven Siedlungsaktivitäten kam, existierte am rheinseitigen Hang eine größere Siedlung an der Gemarkungsgrenze zwischen Weisenau und Laubenheim. In diese Zeit datieren auch mehrere Gräber auf Laubenheimer Gebiet. Bis zu Beginn der Römerzeit scheint es in Laubenheim keine Siedlung oder Einzelgehöftgruppen mehr gegeben zu haben.
Für die römische Zeit von Laubenheim sind nach derzeitigem Stand der Forschung zwei Villae rusticae nachgewiesen. Eine befand sich in der Gemarkung „Auf dem Berg“ oberhalb der heutigen katholischen Kirche, die andere zwischen Lothary-Aue und dem Autobahnkreuz der A 60. Wie viele andere Mainzer Stadtteile, die auf die Endung -heim enden, beginnt die kontinuierliche Siedlungsgeschichte von Laubenheim mit der Zeit der Franken ab ca. 500. Um ein Einzelgehöft eines fränkischen Adeligen namens Nubo oder Nuwo entstand zur Zeit der fränkischen Landnahme, die vom späten 5. bis 7. Jahrhundert stattfand, eine dorfähnliche Siedlung. Zwei in Laubenheim entdeckte merowingische Reihengräberfelder gehören in diese Entstehungszeit. Die daraus entstandene Siedlung wurde am 5. März 773 erstmals urkundlich in einer Schenkungsurkunde an das Kloster Fulda unter dem Namen Nubenheim erwähnt.
In den Urkunden des Lorscher Codex finden sich noch weitere Erwähnungen aus karolingischer Zeit:
- 12. Juni 777 schenken Heinrat und Friderat ein Weingut in Laubenheim mit vier Parzellen (Urkunde 1095)
- 2. November 797 schenkte Helmsuint eine Hofreite in Laubenheim mit Haus und Ländereien (Urkunde 1096)
- Der Edelmann Autgis und seine Gattin Guntleib hatten drei Weinberge bei Laubenheim als Lehen (Urkunde 1347)
- Eine halbe Hube und sechs Morgen waren in Laubenheim im Besitz des Klosters im Mainzer Raum (Urkunde 1977)

In der ersten Hälfte des 12. Jahrhunderts wurde der Ort nun aufgrund einer Lautverschiebung als „Lubenheim“ bezeichnet und 1211 erstmals eine Kirche urkundlich erwähnt. 1388/89 wurde Laubenheim im Rahmen des im Städtekriegs durch kurpfälzische Truppen vom Pfalzgraf Ruprecht ebenso wie Hechtsheim, Bretzenheim oder Bodenheim niedergebrannt. Ebenfalls zu Verwüstungen kommt es während des Dreißigjährigen Kriegs. Wie das benachbarte Mainz war Laubenheim 1792/93 und dann nochmal von 1798 bis 1814 französisch und gehörte im Kanton Niederolm zum Département du Mont-Tonnerre. Zusammen mit Mainz kam Laubenheim dann nach dem Wiener Kongress zum Großherzogtum Hessen und bekam ab 1818 eine selbständige Gemeindeverwaltung.
1850 gründete Christian Adalbert Kupferberg im Marienhof eine erste Sektkellerei in Laubenheim, zog aber bereits 1865 auf den Kästrich nach Mainz um. Der Marienhof oder ehemaliger Liebfrauenstifthof, ist ein herrschaftlicher spätbarocker Winzerhof. An dem langgestreckten
Putzbau von 1762 ist eine Rokoko-Hausmadonna aus dem Jahr 1767 angebracht. 1853 wurde die Bahnstrecke Mainz–Ludwigshafen eröffnet. 1882 und nochmals 1883 kam es zu schweren Überschwemmung durch Hochwasser des Rheins. Nach dem Zweiten Weltkrieg wurde ein Uferdamm errichtet, sodass Laubenheim auch zwischen dem Rheinufer und der Bahnstrecke bebaut werden konnte. 1895 wurde die evangelische Kirche eingeweiht. 1908 wurde die barocke katholische Pfarrkirche St. Mariä Heimsuchung durch Ludwig Becker umgebaut. Im Zweiten Weltkrieg kam es am 1. Februar 1945 zu einem schweren Bombenangriff auf Laubenheim. 1951 wurde mit dem Bau des Rathauses begonnen, 1966 eine Städtepartnerschaft mit der Stadt Longchamp in Frankreich geschlossen. Am 7. Juni 1969 kam es schließlich gegen den Willen der Ortsbevölkerung zur Eingemeindung von Laubenheim in die Stadt Mainz.
1982 wurde das Naturschutzgebiet Laubenheimer-Bodenheimer Ried eingerichtet, dieses wurde 1998 auf insgesamt 180 Hektar erweitert.

## Kulturdenkmäler
Mainz-Laubenheim besitzt neben der Denkmalzone Ortskern Laubenheim mehrere Einzeldenkmäler, darunter die barocke katholische Kirche Mariä Heimsuchung und den danebengelegenen Friedhof aus dem 19. Jahrhundert mit den „Schorlegräbern“.

## Politik

### Ortsbeirat und Ortsvorsteher
Der Ortsbeirat von Mainz-Laubenheim besteht aus 13 Mitgliedern. Die stärkste Fraktion ist die CDU, die seit den Kommunalwahlen 2024 fünf Sitze hat, gefolgt von der SPD mit drei und den Grünen mit zwei Sitzen. Dazu ergänzen FDP, ÖDP und AfD mit jeweils einem Mitglied den Ortsbeirat.
Norbert Riffel (CDU) wurde am 5. September 2024 Ortsvorsteher von Laubenheim. Bei der Stichwahl am 23. Juni 2024 war er mit einem Stimmenanteil von 65,8 % gewählt worden, nachdem beim ersten Wahlgang am 9. Juni keiner der ursprünglich fünf Bewerber eine ausreichende Mehrheit erreichen konnte.
Riffels Vorgänger als Ortsvorsteher war seit 2009 Gerhard Strotkötter von der SPD. Er löste den von 1994 bis 2009 amtierenden Bernd Sack (CDU) ab.

### Landespolitik
Mainz-Laubenheim gehörte bis 2016 zum Wahlkreis Mainz I. Bei der Landtagswahl 2016 gewann Johannes Klomann (SPD) hier das Direktmandat. Weitere Abgeordnete aus diesem Wahlkreis sind Gerd Schreiner (CDU), Cornelia Willius-Senzer (FDP), Daniel Köbler (GRÜNE) und Damian Lohr (AfD).
Seit der Landtagswahl in Rheinland-Pfalz 2021 gehört der Stadtteil Laubenheim zum neugebildeten Wahlkreis Mainz III, dem neben fünf weiteren Mainzer Stadtteilen auch die benachbarte Verbandsgemeinde Bodenheim angehört. Bei dieser Wahl gewann Patric Müller (SPD) das Direktmandat.

## Verkehr

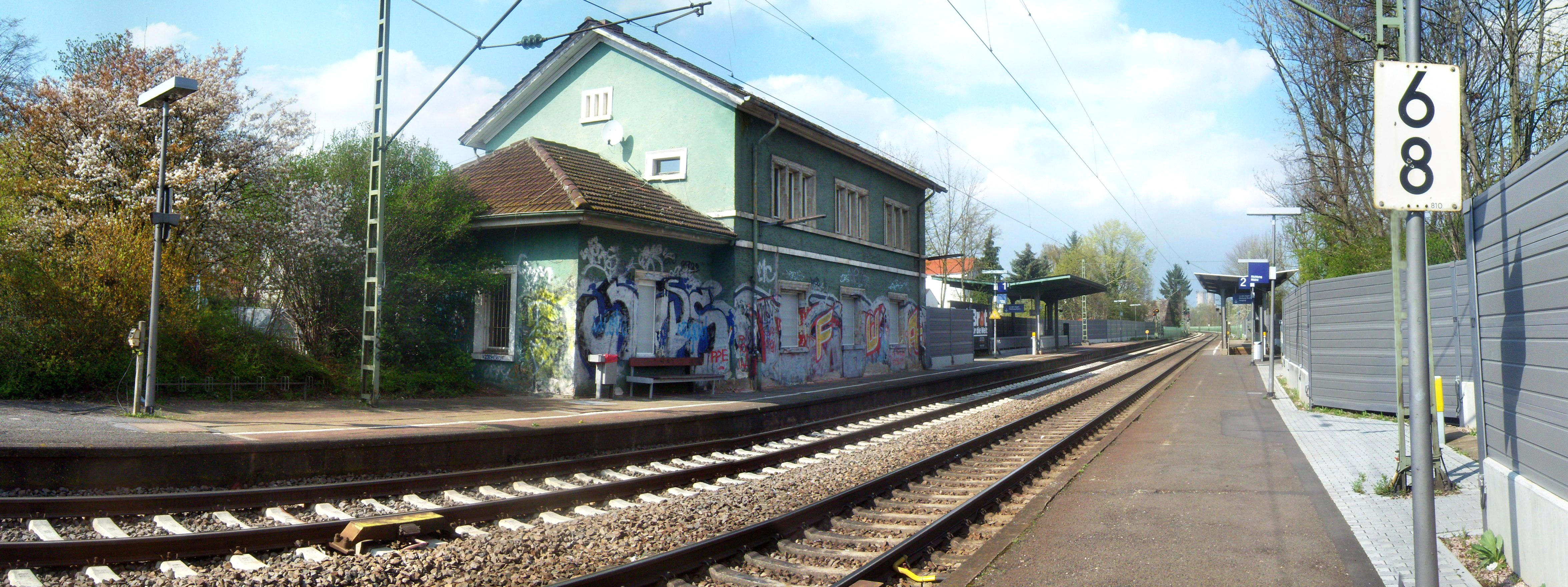
Der Haltepunkt Mainz-Laubenheim, Blick in Fahrtrichtung Mainz Hauptbahnhof; Hochbau durch Ignaz Opfermann

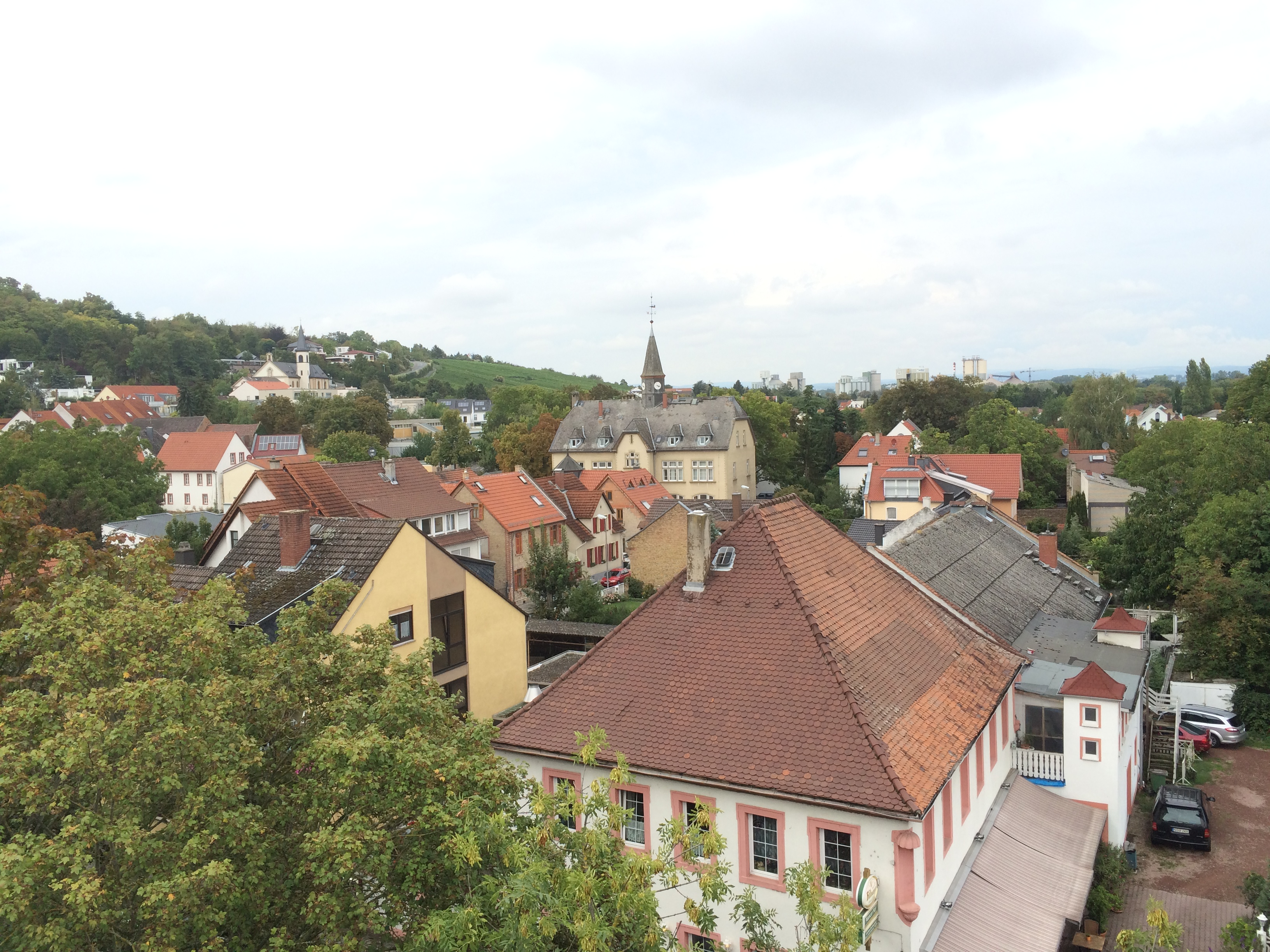
Sicht auf Laubenheim in Richtung Norden aus Fahrgeschäft. Links oben kath. Kirche Mariä Heimsuchung, mittig das alte Schulhaus.

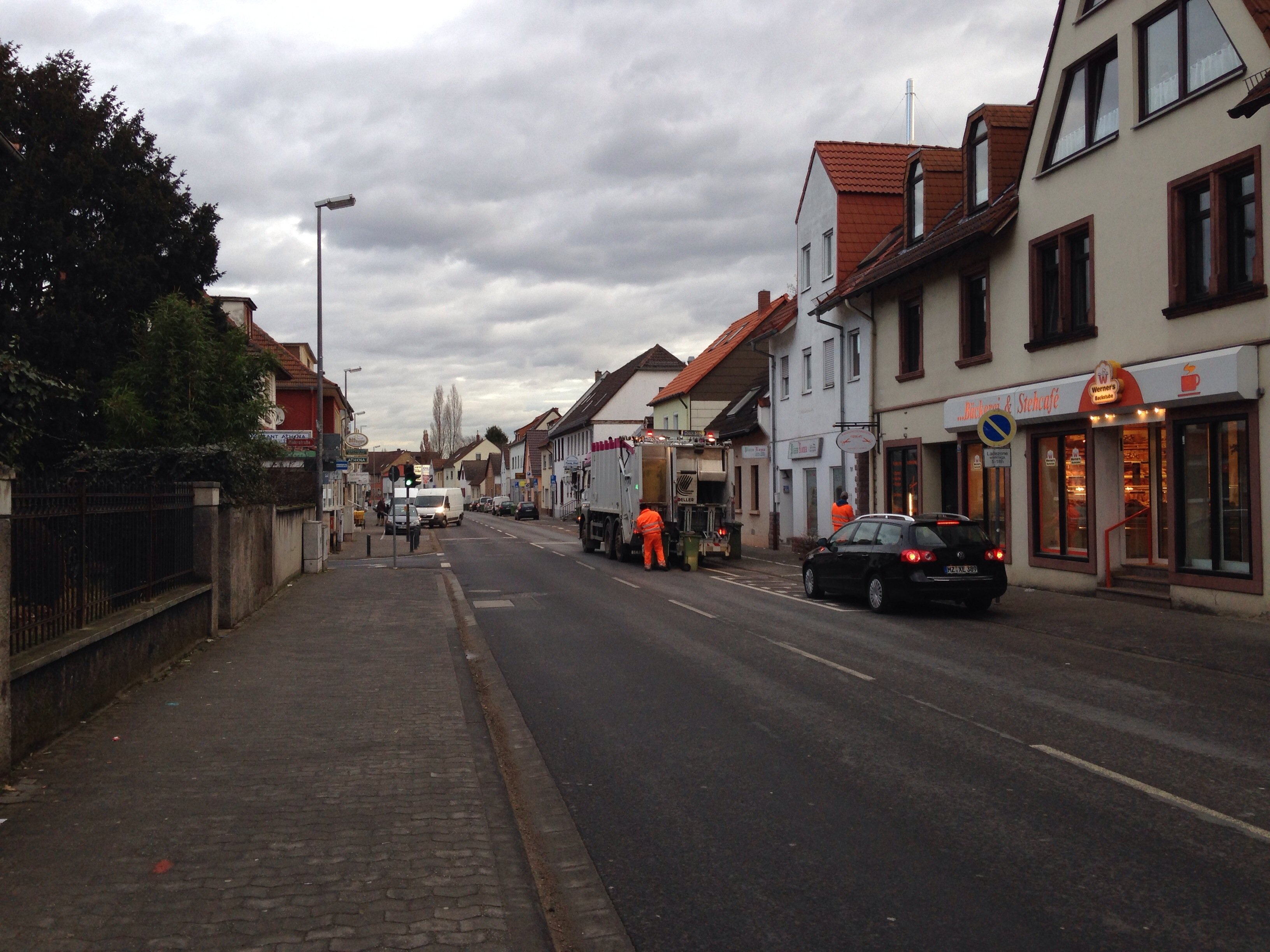
Die Oppenheimer Straße, Hauptstraße von Mainz-Laubenheim

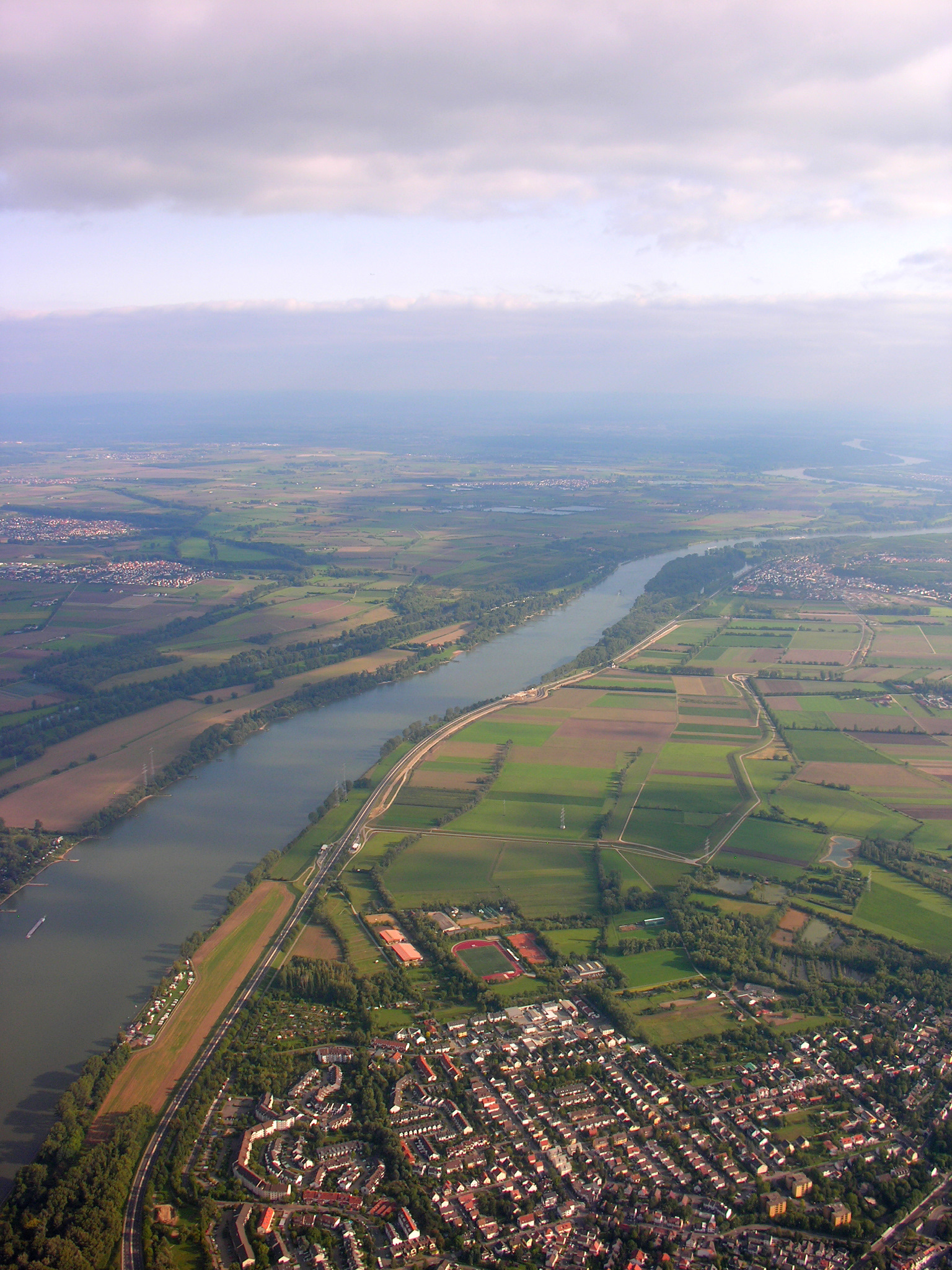
Luftaufnahme des Rheins bei Laubenheim

Mainz-Laubenheim besitzt durch seinen zur Bahnstrecke Mainz–Mannheim gehörenden Haltepunkt Mainz-Laubenheim Anschluss an den Eisenbahnnahverkehr. An ihm halten täglich im Halbstundentakt S-Bahnen der Linie S 6 der S-Bahn Rhein-Neckar.
Zudem ist Laubenheim durch einige Buslinien der Mainzer Mobilität gut an den restlichen Teil der Landeshauptstadt angeschlossen (siehe Infobox). Je nach Linie ist die Mainzer Innenstadt in 15 bis 30 Minuten erreichbar. Die zum 1. April 2022 eingeführte Buslinie 80 bindet Mainz-Laubenheim zudem an die Stadt Ingelheim am Rhein an.
Des Weiteren besitzt Mainz-Laubenheim Anschluss an die Bundesstraße 9 und, durch einen Anschluss an die Bundesautobahn 60, an den Mainzer Autobahnring.

## Sport
- Der Turnverein Laubenheim 1883 e. V. bietet eine Vielzahl von Breitensportaktivitäten an.
- Der FSV Alemannia 1911 e. V. Mainz-Laubenheim bietet Fußball, Tischtennis, Wandern, Kegeln und Seniorengymnastik an.
- Der AC 1909 Laubenheim e. V. bietet eine Vielzahl von Breitensportaktivitäten an.
- Der SAV-Laubenheim bietet Sportakrobatik, Aerobic und Gymnastik an.
- Der Laubenheimer Reitverein bietet Reiten und Voltigieren an und hat schon einige Voltigierweltmeister hervorgebracht.
- Der ASV Laubenheim-Hechtsheim 1936 e. V. ist ein Angelsportverein.
- Der Rheinterrassenweg ist ein rund 60 Kilometer langer Wanderweg entlang des Rheins zwischen den Städten Mainz und Worms

## Persönlichkeiten
- Johannes Möhn (1850–1894), Abgeordneter der 2. Kammer der Landstände des Großherzogtums Hessen
- Carl Zuckmayer sen. (1864–1947), Vater des gleichnamigen Schriftstellers, geboren in Laubenheim
- Julius Lehlbach (1922–2001), Gewerkschafter und Politiker der SPD
- Helmut Wolff (1932–2015), Maler und Bildhauer
- Frank Möller (* 1967), Fußballspieler, begann seine Karriere bei Alemannia Laubenheim
- Simon Zimbardo (* 1971), Schlagzeuger und Musikpädagoge

## Wirtschaft
- Zöller Kipper, eine Unternehmung der Kirchhoff Gruppe[18]

## Partnergemeinde
- Longchamp (Frankreich), seit 1966